# Палата Ал-Азем
Палата Ал-Азем ( арап.  Qaṣr al-ʿAẓm ) је палата у Дамаску, Сирија, изграђена 1749.   Палата се налази у древном делу Дамаска, северно од Ал-Бузуриа Базара. Палата је изграђена 1749. године као приватна резиденција Ас'ад-паше ал-Азема, гувернера Дамаска; током француског мандата за Сирију и Либан. У палати је био смештен Француски институт.
Након што је сиријска влада купила палату од породице Ал-Азем извршени су радови на реконструкцији. Данас се у палати налази Музеј уметности и народних традиција.

## Историја
Палата је саграђена током Османског царства  на некадашњем месту Мамелучког султаната као резиденција гувернера Дамаска, Асад-паше ал-Азема за време владавине султана Махмуда I. Служећи као резиденција и кућа за госте, палата је била споменик арапске архитектуре из 18. века.  Палату градило 800 радника у периоду од три године,  а зграду су украшавали веома софистицирани и скупи декоративни елементи. Локални дамаскински берберин, шеик Ахмад Ал-Бидири Ал-Халак, забележио је у свом дневнику како би „сваки пут када би [Ал-Азем] чуо за антиквитет или ретко дело од мермера или порцелана, послао некога да га узме – са или без сагласност власника“.  Након ал-Аземове смрти, у палати су наставили да живе генерације његових потомака. 
Током обиласка Дамаска 1898. године, палату је посетио немачки цар Вилхелм II . 
Палата је остала у власништву породице Азем до 1920. године, када је палата продата Французима.   Централно двориште или харемлек је купљено за 4000 златних фунти (после 1958. назив валутне јединице на енглеском се променио из „Лира“ у „Фунта“).  Током Велике сиријске револуције, француска влада је гранатирала Дамаск да би угушила побуну, и током гранатирања палата је претрпела велику штету јер су главна пријемна соба, приватна купатила и кровови запаљени, а зидови порушени.  Након завршетка револуције, француска влада је приступила реконструкцији зграда. Радови на рестаурацији су почели одмах и водили су их архитекте Луциен Каваро и Мишел Екошар. Архитекте су извршиле поједностављену, мање украшену реконструкцију палате. 
Након реконструкције, француска влада је користила палату за смештај новоствореног Француског института, а Мишел Екошар, који је радио на реконструкцији палате, добио је задатак да пројектује нову кућу за директора института. Иако прилично модерна, нова зграда се савршено уклопила у зидове палате из 18. века. 
Након проглашења независности Сирије 1946. године, Француски институт је распуштен и евакуисан из зграде, а кућа је враћена породици Азем.   Шест година касније, 1951. године, купила ју је сиријска влада за 100.000 фунти (30.000 долара),  чиме је постао Музеј уметности и народне традиције.  За директора музеја, који је отворен 1954. године, постављен је Шафик Имам. Публика на отварању музеја увелико је надмашила очекивања што је навело Шафик Имама да дизајнира ново степениште за главну салу како би посетиоцима омогућило да уђу са једне стране, а изађу са друге. 
Палата је добила Ага Канову награду за архитектуру 1983 године.

## Архитектура
Палата има површину од 6400 м², а њена архитектура је одличан пример традиционалних кућа Дамаскина. Структура се састоји од неколико зграда и три крила: харема, селамлика и хадемлека . Харем је породично крило, које садржи приватне резиденције породице и укључује купатила, која су реплика јавних купатила у граду, али у мањем обиму. Селамлек је крило за госте, а обухвата свечане сале, пријемне просторије и велика дворишта са традиционалном каскадном фонтаном, док су у северном делу палате били конак за послугу и просторије за вођење домаћинства.
Један од најзанимљивијих делова палате је хамам или купатила. Хамам се састоји од низа малих просторија и уских ходника који воде до главне парне собе у срцу зграде.  У близини хамама је главна сала за пријеме са мермерним подом, а иза ње је друго, мање двориште са низом просторија које се сада користе за излагање разних традиционалних заната као што су стакло, бакар и текстил. 
У изградњи ове палате коришћено је неколико врста камена, укључујући кречњак, пешчар, базалт и мермер, који су одабрани за природну декорацију. На плафонима су осликане дрвене плоче које приказују природне сцене.
Др Ендрју Петерсен, директор одељења за истраживања исламске археологије на Универзитету Велс у Лампетеру, наводи да је употреба аблака (наизменични слојеви белог кречњака и црног базалта) у овој згради „карактеристика монументалног зидања Дамаска “. 